# Lysimachia arvensis
La mordigallina (Lysimachia arvensis (L.) U.Manns & Anderb., 2009) è una pianta della famiglia delle Primulaceae
In Abruzzo, dove è particolarmente diffusa, viene chiamata centurelle, da cui derivano diversi toponimi; tra questi la chiesa di Santa Maria dei Cintorelli nell'altopiano di Navelli e il monte Scindarella sul Gran Sasso d'Italia.

## Descrizione
Pianta comune, annua, alta 5–15 cm; fusto ascendente foglie ovate opposte; calice con sepali acuminati; corolla rossa (raramente azzurra) larga 6–8 mm con lobi rotondi.
Il frutto è una pisside, cioè una capsula deiscente che nella parte superiore reca un opercolo circolare che a maturazione si apre trasversalmente per mezzo del distacco di un numero di denti più o meno elevato, liberando i semi.
Prima della fioritura è molto simile al centocchio, con cui è spesso confusa.

## Distribuzione e habitat
La specie ha un ampio areale che si estende dall'Europa sino all'Asia Centrale e all'Himalaya, dal Nord Africa sino all'Etiopia e alla penisola Arabica.
Fiorisce da aprile a settembre nei terreni incolti fino a 1200 m.

## Proprietà
Tutta la pianta è considerata tossica per gli animali e per l'uomo. Se assunta in quantità importanti è potenzialmente letale. La dose letale è stimata a 1781.76 mg/kg

## Riferimenti nella cultura
Il fiore è quello che compare nel ciclo di romanzi "La Primula Rossa".